# Napeanthus costaricensis
Napeanthus costaricensis är en tvåhjärtbladig växtart som beskrevs av Wiehler. Napeanthus costaricensis ingår i släktet Napeanthus och familjen Gesneriaceae. Inga underarter finns listade i Catalogue of Life.